# Arkadikos BC
O Arkadikos Basketball Club é um clube profissional de basquetebol sediado na cidade de Trípoli, Grécia que atualmente disputa a Liga Grega. Foi fundado em 1976 e manda seus jogos na Tripoli Indoor Hall com capacidade para 1.000.